# شهرستان ناکس (ایلینوی)
شهرستان ناکس، ایلینوی (به انگلیسی: Knox County, Illinois) یک سکونتگاه مسکونی در ایالات متحده آمریکا است که در ایلینوی واقع شده‌است.

## خصوصیات
شهرستان ناکس ۱٬۸۶۴٫۸ کیلومترمربع مساحت دارد.

## نگارخانه

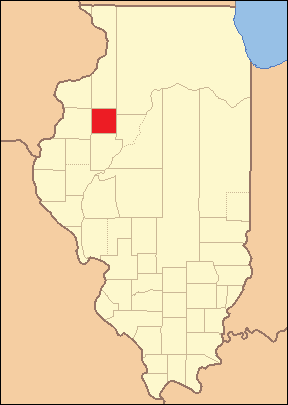
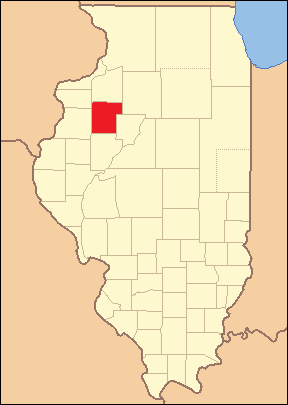
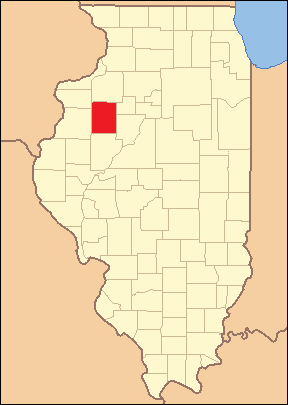